# Bining
Bining település Franciaországban, Moselle megyében. Lakosainak száma 1173 fő (2022. január 1.). Bining Achen, Enchenberg, Etting, Gros-Réderching, Montbronn, Rahling és Rohrbach-lès-Bitche községekkel határos.

## Népesség
A település népességének változása:
| Lakosok száma | 1129 | 1117 | 1168 | 1179 | 1160 | 1159 | 1173 | 1211 | 1195 | 1173 |
|               | 1968 | 1982 | 1990 | 2006 | 2013 | 2015 | 2017 | 2019 | 2020 | 2022 |